# Poseidonův chrám (Sounion)
Chrám Poseidóna (řecky Ναός του Ποσειδώναú) je starověký řecký chrám na mysu Sounion v Řecku, zasvěcený bohu Poseidónovi. Existují důkazy o zřízení svatyní na mysu až z 11. století před naším letopočtem. Nicméně nejvýznamnější chrámy v Sounionu, Chrám Athény a Chrám Poseidóna, nejsou pravděpodobně postaveny dříve než kolem roku 700 před naším letopočtem, a jejich kúrosi (volně stojící řecké sochy mladých mužů) pocházejí z přibližně sto let pozdější doby.
Řekové považovali Poseidona za "pána moře". S ohledem na význam námořního obchodu pro Athény a klíčovou úlohu jejich námořnictva při vzniku a přežití v pátém století měl Poseidón pro Athéňany zvláštní význam a hodnotu. Jeho přítomnost byla považována za klíčovou pro zajištění bezpečné plavby a úspěšného obchodního podnikání. Kromě toho byl považován za ochránce města a jeho obyvatel na moři. Athéňané mu zasvěcovali chrámy a konali mu oběti, vyjadřujíce tak svou vděčnost za jeho ochranu a přízeň.

## Geografie
Přibližně 13 kilometrů jižně od Thorikosu v nejjižnější oblasti Attiky se nachází panství Sounion, které je známé svými svatyněmi Poseidona a Athény. Jeho umístění na úpatí Attiky mu umožňovalo fungovat jako hraniční deme, neboť lodě přicházející k Attice jej mohly snadno spatřit.

## Historie

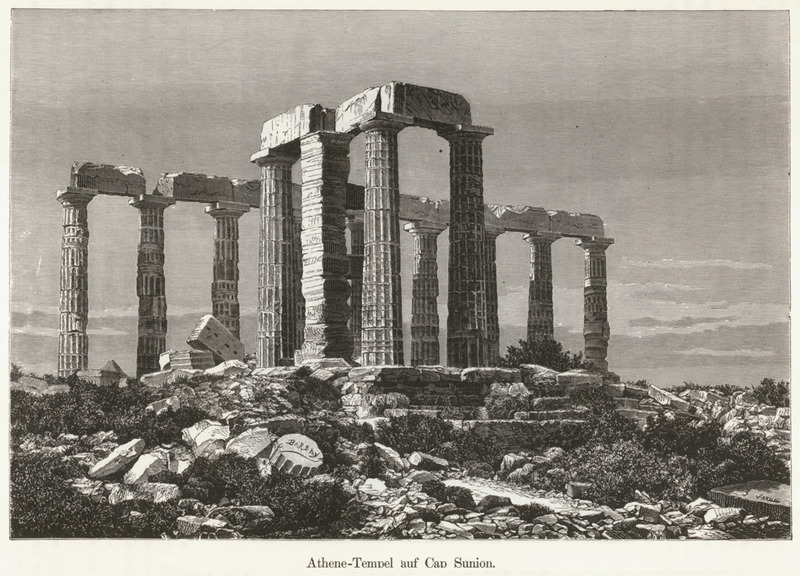
Vyobrazení chrámu z roku 1887

Původní Poseidonův chrám z archaického období, postavený z tufu, pravděpodobně padl za oběť zkáze v roce 480 př. n. l. během perské invaze pod vedením Xerxa I. do Řecka. I když se nedochovaly přímé důkazy o událostech v Sounionu, historikové se přiklánějí k názoru, že Xerxes nechal zničit athénský chrám a další významné struktury na Akropoli jako trest za odpor Athéňanů.
Po vítězství Athéňanů nad Xerxem v námořní bitvě u Salamíny však došlo k obratu událostí. Athéňané umístili celou ukořistěnou nepřátelskou triéru, válečnou loď se třemi řadami vesel, v Sounionu jako trofej věnovanou Poseidonovi. Tímto gestem vyjadřovali nejen svou vděčnost za vítězství, ale také svou oddanost a uznání bohu moře za ochránce jejich města.